# تونو

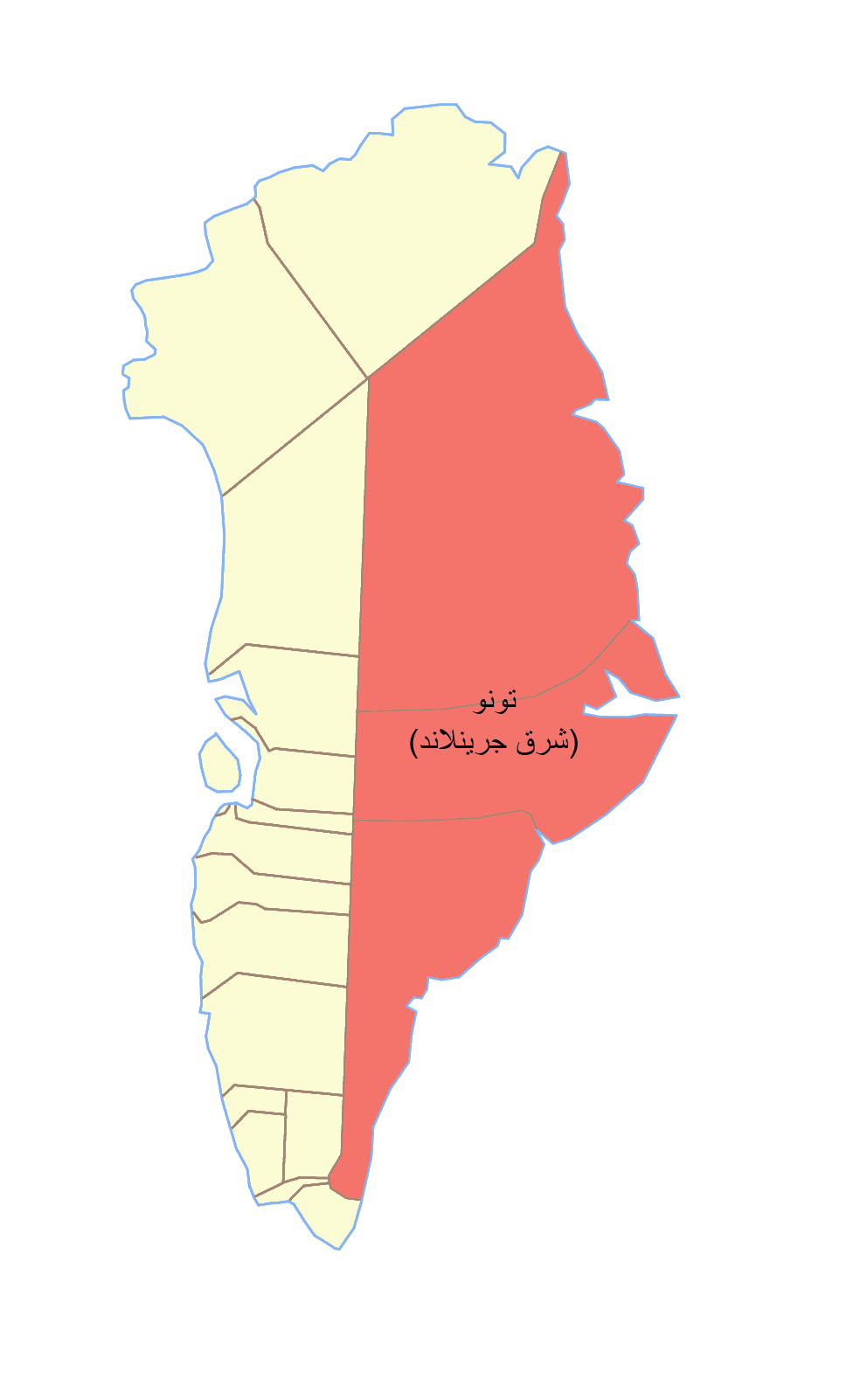
خريطة تونو

تونو (كانت تسمى سابقا أوستغرونلاند (شرق جرينلاند)) هي واحدة من المقاطعات الثلاث في جرينلاند حتى 31 ديسمبر 2008. كان مركز المحافظة يقع في مدينة تاسيلاك. بلغ عدد السكان في عام 2005 حوالي 3800 نسمة.
تكونت المقاطعة من بلديتين سابقتين ، بلدية أماسليك وبلدية إيتوكورتوميت . في عام 1974 ، أُنشأت حديقة شمال شرق جرينلاند الوطنية من الجزء الشمالي الشاسع وغير المأهول تقريبًا من بلدية إيتوكورتوميت. حيث غطت هذه الحديقة النصف الشمالي من جرينلاند.
يحدها من الشرق بحر جرينلاند ومضيق الدنمارك وشمال المحيط الأطلسي . إلى الغرب منها تقع كيتا ، ومن الشمال أفانا . في عام 1988 ، تم توسيع الحديقة الوطنية إلى أن وصلت حدودها إلى أماسليك (شمال جرينلاند).